# Banca Leonardo
Banca Leonardo est une banque d'affaires italienne créée mi 2005.

## Histoire
Elle rachète en septembre 2007 la société Drueker après avoir mis la main en juillet 2006 sur Toulouse et Associés.
Elle œuvre dans les domaines du capital-investissement et du conseil en fusion-acquisition ; elle a racheté la société VP Finance et possède 67 % de DNCA Finance.
En décembre 2016, UBS annonce l'acquisition des activités françaises de banque privée de Banca Leonardo.